# Arroyo Grande (lewy dopływ Río Negro)
Arroyo Grande – rzeka w Urugwaju w Ameryce Południowej. Lewy dopływ Rio Negro.
Źródła rzeki znajdują się w paśmie Cuchilla Grande Inferior na północ od Ismael Cortinas, skąd płynie na północ. Stanowi granicę między departamentami Soriano i Flores.